# Маријана (Флорида)
Маријана (енгл. Marianna) град је у америчкој савезној држави Флорида. По попису становништва из 2010. у њему је живело 6.102 становника.

## Демографија
Према попису становништва из 2010. у граду је живело 6.102 становника, што је 128 (2,1%) становника мање него 2000. године.
| Група             | 2000.         | 2010.         |
| Белци             | 3.469 (55,7%) | 3.173 (52,0%) |
| Афроамериканци    | 2.502 (40,2%) | 2.563 (42,0%) |
| Азијати           | 46 (0,7%)     | 56 (0,9%)     |
| Хиспаноамериканци | 162 (2,6%)    | 165 (2,7%)    |
| Укупно            | 6.230         | 6.102         |